# Васюківська сільська рада
| Васюківська сільська рада — орган місцевого самоврядування у Бахмутському районі Донецької області з адміністративним центром у с Васюківка. Сільській раді підпорядковані населені пункти: - с. Васюківка - с. Бондарне - с. Пазено - с. Сакко І Ванцетті - с. Федорівка - с. Хромівка |

## Склад ради
Рада складається з 16 депутатів та голови.

## Керівний склад сільської ради
| ПІБ                     | Основні відомості                                                         | Дата обрання | Дата звільнення |
| ----------------------- | ------------------------------------------------------------------------- | ------------ | --------------- |
| Мороз Юрій Митрофанович | Сільський голова, 1961 року народження, освіта, член Партії регіонів      | 26.03.2006   | 31.10.2010      |
| Мороз Юрій Митрофанович | Сільський голова, 1961 року народження, освіта вища, член Партії регіонів | 31.10.2010   |                 |

Примітка: таблиця складена за даними джерела